# Ministerio de Asuntos Exteriores y de Cooperación
Das Ministerio de Asuntos de Exteriores y de Cooperación (deutsch Ministerium für Auswärtige Angelegenheiten und Kooperation) ist das für die Außenpolitik zuständige Ministerium Spaniens.

## Ziele
Das Primärziel des Ministeriums für Auswärtiges und Kooperation ist die Planung, Leitung, Ausführung sowie Evaluation der Außenpolitik sowie die internationale Kooperation, insbesondere mit der Europäischen Union und Iberoamerika.
Ferner verfolgt es die Ziele:
- die Festigung der internationalen wissenschaftlichen, wirtschaftlichen sowie kulturellen Beziehungen
- die grenz- und länderüberschreitende Kooperation
- spanische Staatsbürger im Ausland zu schützen sowie
- die Vorbereitung, Verhandlung sowie Abwicklung internationaler Verträge, an denen Spanien beteiligt ist